# Gardner Ridge
Gardner Ridge är en bergstopp i Antarktis. Den ligger i den centrala delen av kontinenten. Inget land gör anspråk på området. Toppen på Gardner Ridge är 2 405 meter över havet.
Terrängen runt Gardner Ridge är huvudsakligen platt, men den allra närmaste omgivningen är kuperad.  Trakten är obefolkad. Det finns inga samhällen i närheten.